# یواس‌اس وساویوس (ای‌یی-۱۵)
یواس‌اس وساویوس (ای‌یی-۱۵) (به انگلیسی: USS Vesuvius (AE-15)) یک کشتی بود که طول آن 459 ft 2 in (140 m) بود. این کشتی در سال ۱۹۴۴ ساخته شد.